# Kingsland (Arkansas)
Kingsland è un comune degli Stati Uniti d'America nella contea di Cleveland, nello Stato dell'Arkansas.
Nel censimento del 2010, il comune contava 447 abitanti.
Kingsland è nota per essere la città natale di Johnny Cash.